# Евтович, Евто
Евто Евтович (серб. Јевто Јевтовић; 1892—1977) — сербский военный, рядовой 10-го Шумадийского пехотного полка, участник обеих Балканских войн и Первой мировой войны. Стал известен благодаря случаю, когда перенёс на плечах артиллерийское орудие во время отступления сербских войск на территорию Албании.

## Биография
Уроженец Гойна-Горы. Служил в сербской армии, участник двух Балканских войн и Первой мировой войны; участник обороны Белграда и Церской битвы, а также боёв на Салоникском фронте. Евтович прославился благодаря случаю во время отступления сербских войск в Албанию после оккупации Сербии австро-венгерскими войсками. Переходя ущелье Проклетие, солдаты вынуждены были сбрасывать в пропасть артиллерийские орудия, чтобы они не достались противникам, однако Евтович не только не сбросил орудие в пропасть, но и сам пронёс его на плечах, добравшись таким образом до Драча. Когда об этом случае узнал один из французских генералов, то на личной встрече он отдал ему честь и передал Евтовичу свой орден Почётного легиона. Евтович в ответ сказал: «Мне не нужен орден, лучше дайте мне боеприпасы, чтобы вернуться в Гойна-Гору».
Евтович с орудием и пятью снарядами к нему сел на корабль, который перевозил Евтовича и бойцов 10-го Шумадийского пехотного полка на остров Корфу. Вскоре орудие и всех раненых перевезли во Францию, а Евто остался со своим отцом Сретеном и младшими братьями, близнецами Любинко и Любивоем, на острове, ожидая команды возвращаться. В 1918 году Евтовичи (отец и трое сыновей) вернулись в Сербию, но Любинко (работал телеграфистом) к тому моменту заболел Тифом и умер в том же году в военном госпитале в Земуне. Четвёртый сын Слободан дожидался с матерью отца и братьев.
Военные дневники Евто и Любивоя Евтовичей «Слово воинское — дневники солдата-крестьянина» были изданы в 1980 году. Орудие, которое нёс на своих плечах Евто, ныне является экспонатом военного музея в Марселе. В 2021 году дом Евтовичей в Гойна-Горе был отреставрирован в рамках программы «Моё наследие» (серб. Moja dedovina) телекомпании РТС.